# New York Red Bulls
New York Red Bulls (službeno: Red Bull New York, do 2006. New York/New Jersey MetroStars) američki je nogometni klub, koji se natječe u MLS-u.
Domaće utakmice klub igra na stadionu Red Bull Arena u Harrisonu, država New Jersey. Stadion je otvoren 20. ožujka 2010. godine.
Dana 14. srpnja 2010. francuski reprezentativac Thierry Henry potpisao je za Red Bulls, što je naišlo na veliko zanimanje športske javnosti.

## Vanjske poveznice
- Službena stranica (engl.)